# Apachekolos confusio
Apachekolos confusio là một loài ruồi trong họ Asilidae. Apachekolos confusio được Martin miêu tả năm 1957. Loài này phân bố ở vùng Tân Bắc giới.